# Storia naturale (Buffon)
La Storia naturale di Georges-Louis Leclerc, conte di Buffon (titolo originale francese: Histoire naturelle, générale et particulière, avec la description du Cabinet du Roi, lett-. "Storia naturale generale e particolare con la descrizione del gabinetto reale") è un'ampia e importante opera in 36 volumi dedicata alla storia naturale; venne pubblicata in Francia tra il 1749 e il 1789.

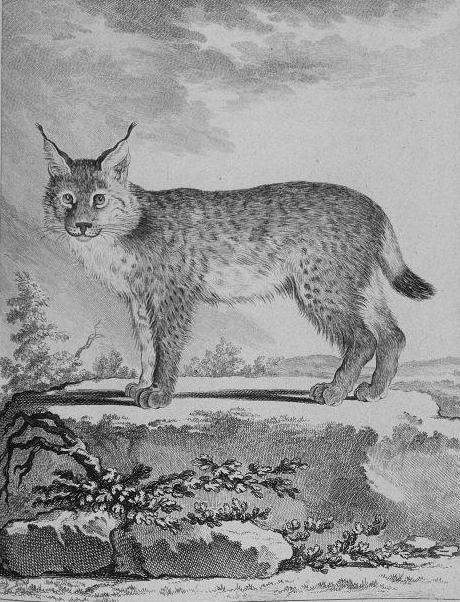
Una tavola di zoologia raffigurante una lince tratta dallHistoire naturelle

Buffon è soprattutto famoso per la sua opera maggiore, l'Histoire naturelle, générale et particulière, in 36 volumi apparsi dal 1749 al 1789, di cui 8 postumi grazie al lavoro di Bernard Lacépède. Buffon vi incluse tutto il sapere dell'epoca nel campo delle scienze naturali. È in quest'opera che Buffon rilevò le somiglianze tra l'uomo e la scimmia e la possibilità di una genealogia comune. L'attenzione che Buffon accordava all'anatomia interna lo pone tra gli iniziatori dell'anatomia comparativa. L'interno, negli esseri viventi, è il fondo del disegno della natura scrive Buffon nei Quadrupèdes.
La "Storia naturale" di Buffon, che doveva comprendere tutti i regni della natura, comprende solo i minerali e una parte degli animali (quadrupedi e uccelli). È accompagnata da una Théorie de la Terre, dai Discours sotto forma di introduzione, e dei supplementi tra i quali si trovano le Époques de la nature, una delle più belle opere dell'autore.
Tra i suoi collaboratori, occorre citare per i quadrupedi Louis Jean-Marie Daubenton, che si incaricò della parte delle descrizioni anatomiche, sostituito poi per gli uccelli da Philippe Guéneau de Montbeillard al quale s'aggiunsero, a partire dal 1767, Barthélemy Faujas de Saint-Fond, l'abate Bexon e Charles-Nicolas-Sigisbert Sonnini de Manoncourt.
L'Histoire naturelle conobbe un immenso successo. I primi due volumi, la Théorie de la terre e l'Histoire naturelle de l'homme, ebbero tre riedizioni successive in sei settimane. Traduzioni in tedesco, in inglese e in olandese furono iniziate quasi immediatamente.
Questa enciclopedia è divisa in 36 volumi:
- 15 volumi sui quadrupedi (dal 1749 al 1767).
- 9 volumi sugli uccelli (dal 1770 al 1783).
- 5 volumi sui minerali (dal 1783 al 1788), l'ultimo contiene il Traité de l'aimant, ultima opera di Buffon.
- 7 volumi di supplementi tra cui le Époques de la nature (1778).

L'Histoire naturelle fu stampata inizialmente dalla Imprimerie royale in 36 volumi in quarto, 1749-1788. Fu continuata nello stesso formato da Lacépède, che descrisse gli ovipari, i serpenti, i pesci, i cetacei (1786-1804). Le opere di Buffon e le sue Suites sono state poi ristampate più volte. Le edizioni migliori, dopo l'edizione princeps, sono quelle di Jean Vincent Félix Lamouroux e Desmarets, 42 volumi in ottavo, di François Cuvier, 1829-1831 42 volumi, e di Marie Jean Pierre Flourens, 1854, 12 volumi in ottavo.